# Енино (Воронежская область)
Е́нино — посёлок в Верхнехавском районе Воронежской области.
Входит в состав Малоприваловского сельского поселения.

## Население
| 2000 | 2005 | 2010 |
| ---- | ---- | ---- |
| 6    | ↘3   | ↗7   |

## Улицы
В посёлке имеется одна улица — Комарова.